# Władysław Adamiec
Władysław Adamiec (ur. 24 maja 1921 w Wilkowicach, zm. 18 października 2016 w Bielsku-Białej) – polski mechanik, ekonomista i polityk, poseł na Sejm PRL III i IV kadencji.

## Życiorys
Syn Jana i Anny. Uzyskał wykształcenie średnie, z zawodu technik mechanik i technik ekonomista, w 1948 ukończył kurs wykładowców szkolenia partyjnego. W latach 1955–1978 pracował na stanowisku dyrektora Odlewni Żeliwa „Węgierska Górka”. Należał do Polskiej Partii Socjalistycznej, od lipca 1945 do grudnia 1948 pełnił funkcję sekretarza w komitecie fabrycznym PPS w Bielskiej Fabryce Maszyn Włókienniczych „Befama” w Bielsku, a w latach 1946–1948 był członkiem prezydium miejskiej komitetu PPS w Bielsku. W 1948 wstąpił do Polskiej Zjednoczonej Partii Robotniczej. W PZPR był członkiem komitetu miejskiego w Bielsku (1948–1950), egzekutywy komitetu powiatowego w Żywcu (1955–1973), komitetu wojewódzkiego w Krakowie (1957–1960), wojewódzkiej komisji rewizyjnej KW w Krakowie (1960–1962), KW w Bielsku-Białej (1975), a także egzekutywy komitetu gminnego w Węgierskiej Górce (od 1975).
W latach 1958–1961 był członkiem prezydium Gromadzkiej Rady Narodowej w Węgierskiej Górce. W 1961 i 1965 uzyskiwał mandat posła na Sejm PRL w okręgu Wadowice, przez dwie kadencje zasiadał w Komisji Gospodarki Morskiej i Żeglugi.

## Odznaczenia
- Krzyż Kawalerski Orderu Odrodzenia Polski
- Złoty Krzyż Zasługi
- Srebrny Krzyż Zasługi (1955)[3]
- Medal 10-lecia Polski Ludowej
- Odznaka 1000-lecia Państwa Polskiego
- Złota Odznaka „Zasłużony Działacz Związku Zawodowego Metalowców”
- Srebrna Odznaka „Zasłużony Działacz Związku Zawodowego Metalowców”